# Gustaw Dach
Gustaw Dach, ps. „Wołyniak” (ur. 24 października 1924 we wsi Zastawie w woj. wołyńskim, zm. 6 lutego 2022 w Kołobrzegu) – żołnierz Związku Walki Zbrojnej-Armii Krajowej oraz Narodowego Zjednoczenia Wojskowego, w Trzeciej Rzeczypospolitej awansowany do stopnia porucznika.
Pochodził z polskiej rodziny rolniczej. Był synem Mikołaja Dacha, żołnierza Legionów Polskich i osadnika wojskowego na Wołyniu, oraz Wiktorii. Z chwilą wybuchu II wojny światowej wyjechał wraz z rodziną w okolice Radymna, gdzie wstąpił w szeregi ZWZ-AK. W 1944 r. na rozkaz przełożonych wstąpił wraz z całym oddziałem por. „Swena” do Milicji Obywatelskiej. 12 maja 1945 r. opuścił posterunek MO w Laszkach, przechodząc do oddziału NZW por. Stefana Woźnickiego ps. „Weuward”. Do października tegoż roku był żołnierzem Zgrupowania Partyzanckiego NZW, dowodzonego przez mjr. Franciszka Przysiężniaka ps. „Ojciec Jan”. Należał do osobistej ochrony dowódcy, działającego w okolicach Wąbrzeźna.
W 1946 roku został aresztowany przez funkcjonariuszy Urzędu Bezpieczeństwa. W czasie śledztwa i procesu nie udowodniono mu działalności w strukturach NZW. Otrzymał jedynie 2 lata więzienia za dezercję z MO. W 1947 r. wyszedł na wolność, zamieszkał w powiecie kołobrzeskim. Do emerytury pracował w PGR. Po 1990 r. działał w Związku Żołnierzy Narodowych Sił Zbrojnych Koło Pomorze Środkowe, którego był honorowym członkiem, oraz Stowarzyszeniu Historycznym „Dębosz” w Rymaniu.
Pochowany został na cmentarzu w Rymaniu.

## Odznaczenia[1]
- Krzyż Kawalerski Orderu Odrodzenia Polski
- Srebrny Krzyż Zasługi
- Kombatancki Krzyż Zwycięstwa
- Medal Pamiątkowy 75-lecia Narodowych Sił Zbrojnych
- Srebrny Medal za Zasługi dla Obronności Kraju
- Odznaka Honorowa Gryfa Zachodniopomorskiego
- Odznaka „Za Zasługi dla Związku Kombatantów RP i Byłych Więźniów Politycznych”
- Krzyż Zasługi Związku Żołnierzy Narodowych Sił Zbrojnych
- Medal Stulecia Odzyskanej Niepodległości[5].